# Nyschnja Syrowatka
Nyschnja Syrowatka (ukrainisch Нижня Сироватка; russisch Нижняя Сыроватка Nischnjaja Syrowatka) ist ein Dorf in der ukrainischen Oblast Sumy mit etwa 3400 Einwohnern (2019).

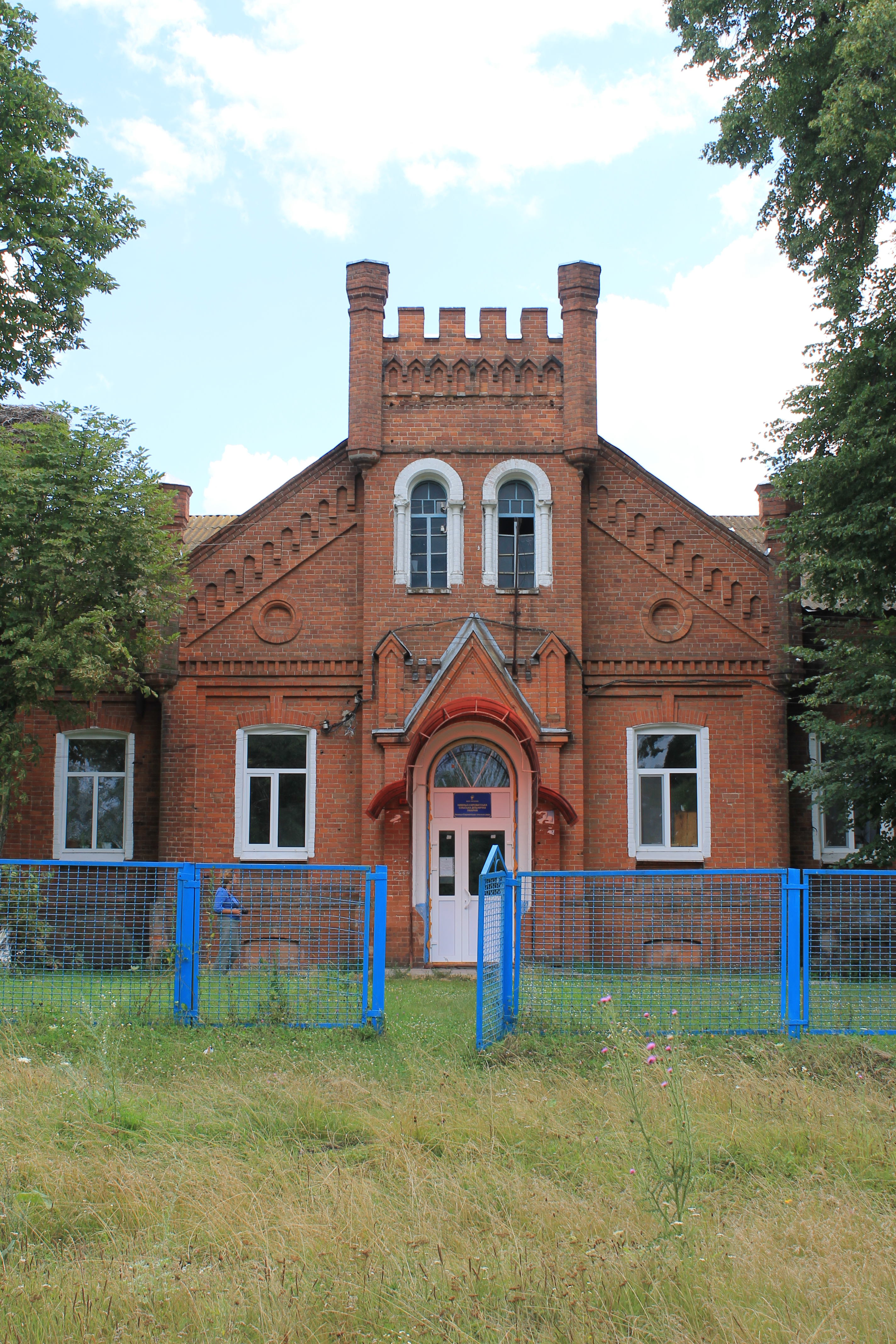
Denkmalgeschütztes Krankenhaus aus dem Jahre 1880

Das 1659 erstmals schriftlich erwähnte Dorf liegt am linken Ufer der 58 Kilometer langen Syrowatka (Сироватка) kurz vor deren Mündung in den Psel. Das Dorf grenzt im Westen an die Siedlung städtischen Typs Nysy, das Rajon- und Oblastzentrum Sumy liegt 20 Kilometer nördlich des Dorfes.

## Verwaltungsgliederung
Am 2. September 2016 wurde das Dorf zum Zentrum der neugegründeten Landgemeinde Nyschnja Syrowatka (Нижньосироватська сільська громада/Nyschnjosyrowatska silska hromada). Zu dieser zählen auch die 4 in der untenstehenden Tabelle aufgelisteten Dörfer, bis dahin bildete es die gleichnamige Landratsgemeinde Nyschnja Syrowatka (Нижньосироватська сільська рада/Nyschnjosyrowatska silska rada) im Süden des Rajons Sumy.
Folgende Orte sind neben dem Hauptort Nyschnja Syrowatka Teil der Gemeinde:
| Name                     | Name       | Name                       |
| ukrainisch transkribiert | ukrainisch | russisch                   |
| ------------------------ | ---------- | -------------------------- |
| Barwinkowe               | Барвінкове | Барвинково (Barwinkowo)    |
| Hirne                    | Гірне      | Горное (Gornoje)           |
| Stare Selo               | Старе Село | Старое Село (Staroje Selo) |
| Wyschnewe                | Вишневе    | Вишнёвое (Wischnjowoje)    |

## Söhne und Töchter der Ortschaft
- Iwan Charitonenko (1820–1891), ukrainischer Zuckerfabrikant und Mäzen
- Anastassija Hrintschenko (1884–1908), ukrainische Revolutionärin, Schriftstellerin und Übersetzerin